# Dypsis hovomantsina
Dypsis hovomantsina là loài thực vật có hoa thuộc họ Arecaceae. Loài này được Beentje mô tả khoa học đầu tiên năm 1995.